# Stenochironomus africus
Stenochironomus africus är en tvåvingeart som beskrevs av Lehmann 1981. Stenochironomus africus ingår i släktet Stenochironomus och familjen fjädermyggor.
Artens utbredningsområde är Kongo. Inga underarter finns listade i Catalogue of Life.